# Nowy cmentarz żydowski w Markuszowie
Cmentarz żydowski w Markuszowie – zajmuje powierzchnię 0,54 ha, na której, pomimo dewastacji z czasów II wojny światowej i okresu powojennego, zachowało się około 30 nagrobków, spośród których najstarszy pochodzi z 1849 oraz resztki muru ogrodzeniowego. Mieści się we wschodniej części miejscowości. Został założony na początku XIX wieku i funkcjonował aż do wymordowania tutejszej społeczności żydowskiej w 1942 r. Wcześniej żydowscy mieszkańcy Markuszowa byli grzebani na starym cmentarzu.
W 2016 roku przy cmentarzu pojawiła się tablica, sfinansowana przez Fundację Ochrony Dziedzictwa Żydowskiego.
Jesienią 2021 roku z inicjatywy Dana Orena z USA i przy współpracy z European Jewish Cemeteries Initiative, Fundacją Ochrony Dziedzictwa Żydowskiego, organizacją „Przyjaciele Dziedzictwa Żydowskiego w Polsce”, organizacją „Fundacja Macewy” oraz Gminą Markuszów od frontowej strony cmentarza zbudowano murowane ogrodzenie.
Temat cmentarza jest obecny w książce Dana Orena "Historia Pewnego Nagrobka".